# Skarpabborrtjärnen (Nyhems socken, Jämtland)
Skarpabborrtjärnen är en sjö i Bräcke kommun i Jämtland och ingår i Ljungans huvudavrinningsområde.